# Fogne di Parigi
Le fogne di Parigi sono una rete, lunga 2 300 chilometri, di cunicoli sotterranei interamente percorribili, in cui vengono raccolte le acque piovane e le acque grigie e nere della capitale francese.

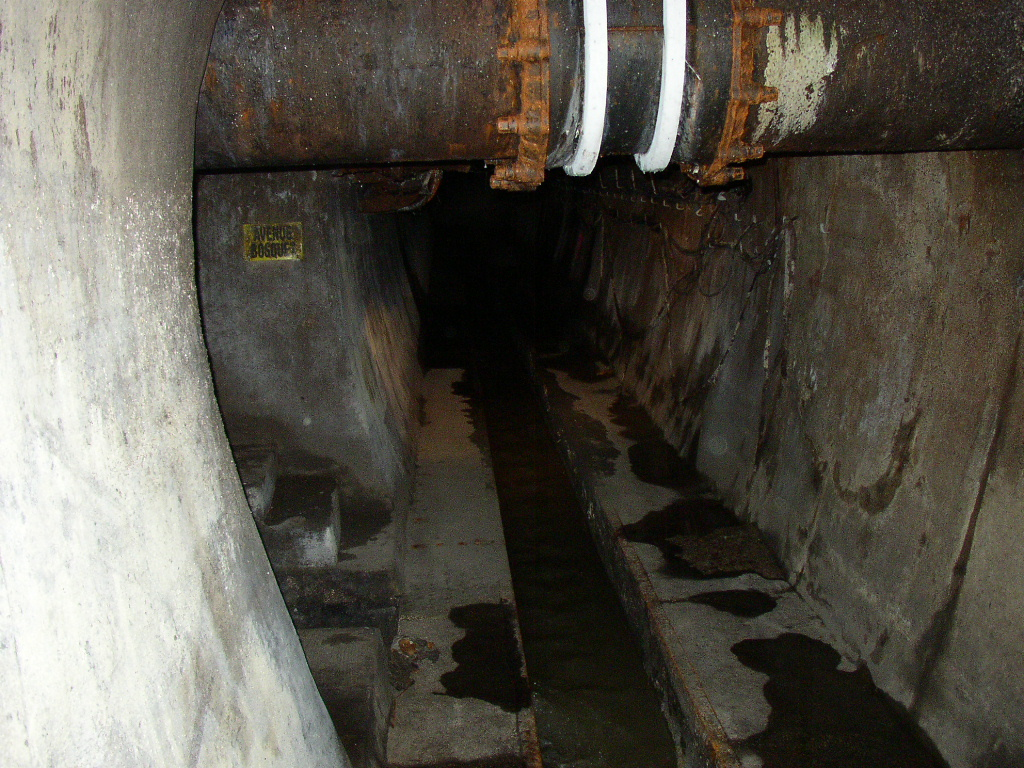
Una delle vie sotterranee delle fogne parigine

Quasi ogni via parigina possiede in corrispondenza una galleria sotterranea che porta il suo stesso nome.

## Caratteristiche principali
La caratteristica saliente della rete fognaria parigina è di essere:
- unitaria
- gravitazionale
- visitabile

### Una rete unitaria

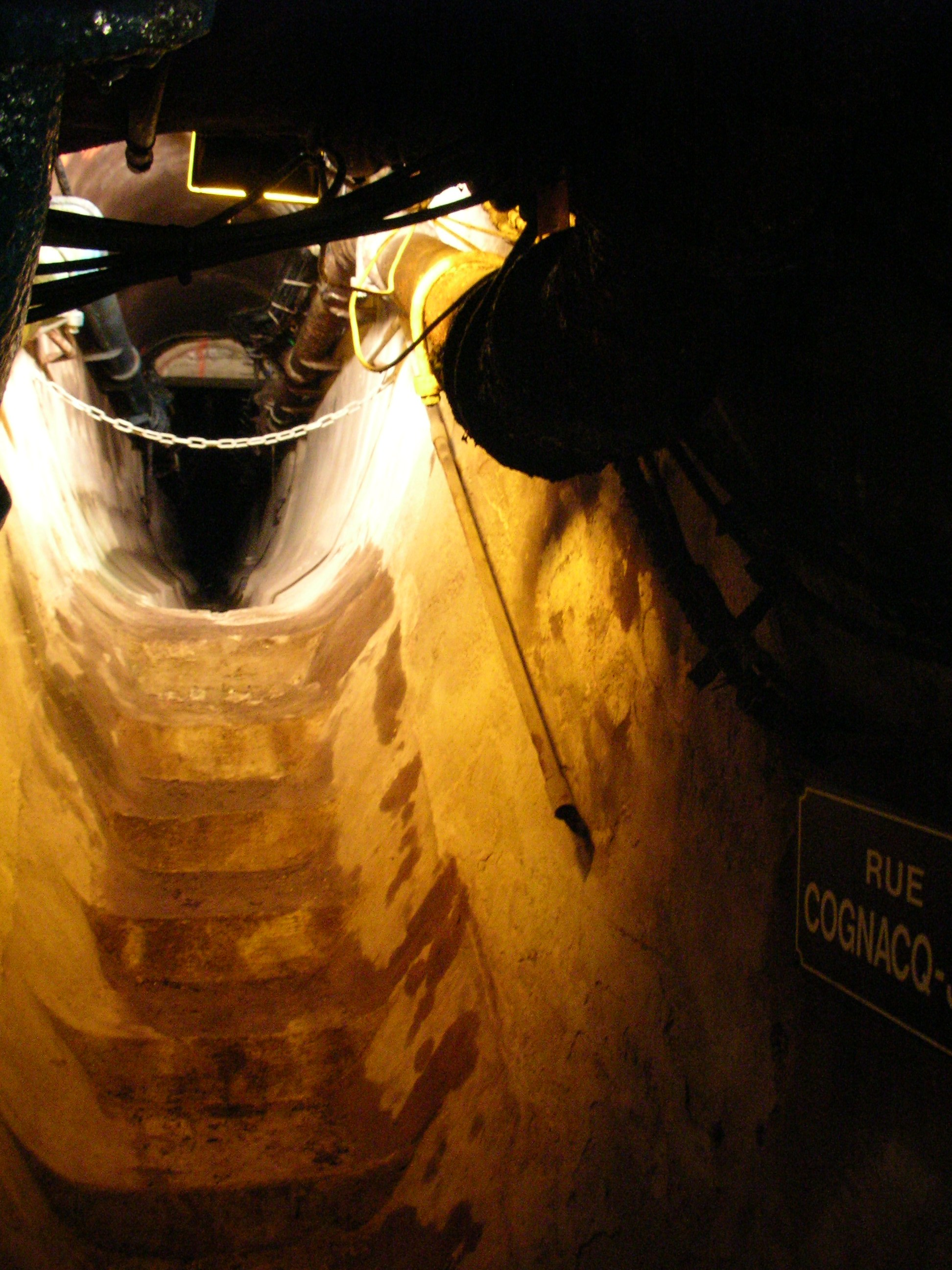
Una delle vie sotterranee delle fogne parigine

Nella rete di deflusso delle acque parigine, le acque piovane e le acque esauste sono trasportate in un unico condotto, detto égout.
Questo tipo di rete presenta un notevole inconveniente: quando l'acqua piovana satura le condotte a seguito di eventi atmosferici, è necessario aprire le chiuse permettendo il deflusso delle acque direttamente nella Senna, immettendo così nel fiume acqua ricca di germi pericolosi alla salute.
Le reti di recente installazione (come quella per il nuovo quartiere Paris Rive Gauche), mantengono le acque piovane separate dalle acque esauste (che sono sottoposte a minori variazioni di volume), permettendo così lo scarico nella Senna delle acque in eccesso.
Un'altra strategia per ridurre il rischio di dover riversare acqua inquinata nella Senna consiste nella creazione di bacini di decantazione. Ad esempio il Complexe des Cormailles, in corso di realizzazione nei dintorni di Ivry-sur-Seine, comprende un bacino di decantazione ed una serie di tunnel come il Tunnel Ivry-Masséna (TIMA), lungo 2 660 metri e con un diametro di 6,80 metri.
Da tali bacini e tunnel le acque sono avviate verso gli impianti di depurazione.

### Una rete gravitazionale
È grazie alla pendenza del terreno che le acque escono da Parigi lungo due assi di sud-est e nord-ovest.
Le acque delle fogne superano la Senna in vari punti grazie a opportuni sifoni.

### Una rete visitabile
I 2 300 chilometri della rete fognaria sono giornalmente percorsi da squadre di operai, chiamati égoutiers, che si occupano della manutenzione dei condotti e degli impianti.
Esiste inoltre un sistema informatico, chiamato TIGRE (Traitement Informatisé de la Gestion du Réseau des Égouts), che centralizza le informazioni della rete, aggiornate e verificate dagli égoutiers tramite terminali portatili.
Ogni parte della rete è ispezionata almeno due volte all'anno.
Una parte delle fogne è aperta al pubblico nel Museo delle fogne di Parigi, situato vicino a pont de l'Alma, nel VII arrondissement di Parigi. Il museo accoglie 90 000 visitatori all'anno, guidati in un percorso sotterraneo di circa 500 metri alla scoperta della storia e del funzionamento della rete fognaria parigina.

## Gestione delle acque esauste
Il risanamento delle acque in uscita dalla città è assicurato dal 1970 da un Ente interdepartimentale della regione parigina, il SIAAP o Syndicat interdépartemental pour l’assainissement de l’agglomération parisienne.
Tale organismo comprende i dipartimenti Hauts-de-Seine, Senna-Saint-Denis, Val-de-Marne e quello di Parigi, oltre ad altri 180 comuni di altri dipartimenti dell'Île-de-France.
La quantità di acqua trattata giornalmente va da 2,5 a 3 milioni di metri cubi e viene depurata in quattro stazioni apposite prima di essere rigettata nella Senna.
Gli impianti di depurazione attualmente in funzione sono:
| #               | Nome         | Località       | Capacità (m3/giorno) | Note                                                                  |
| --------------- | ------------ | -------------- | -------------------- | --------------------------------------------------------------------- |
| 1               | Seine Aval   | Achères        | 1 950 000            | Impianto storico. Il più importante del genere in Europa              |
| 2               | Seine Centre | Colombes       | 240 000              | Costruito nel 1998                                                    |
| 3               | Seine Amont  | Valenton       | 300 000              | Costruito nel 1987; Previsto ampliamento a 600 000 m3/giorno nel 2006 |
| 4               | Marne Aval   | Noisy-le-Grand | 30 000               | Costruito negli anni '70; Previsto ampliamento a 75 000 m3/giorno     |
| (Fonte : SIAAP) |              |                |                      |                                                                       |

## Storia delle fogne di Parigi

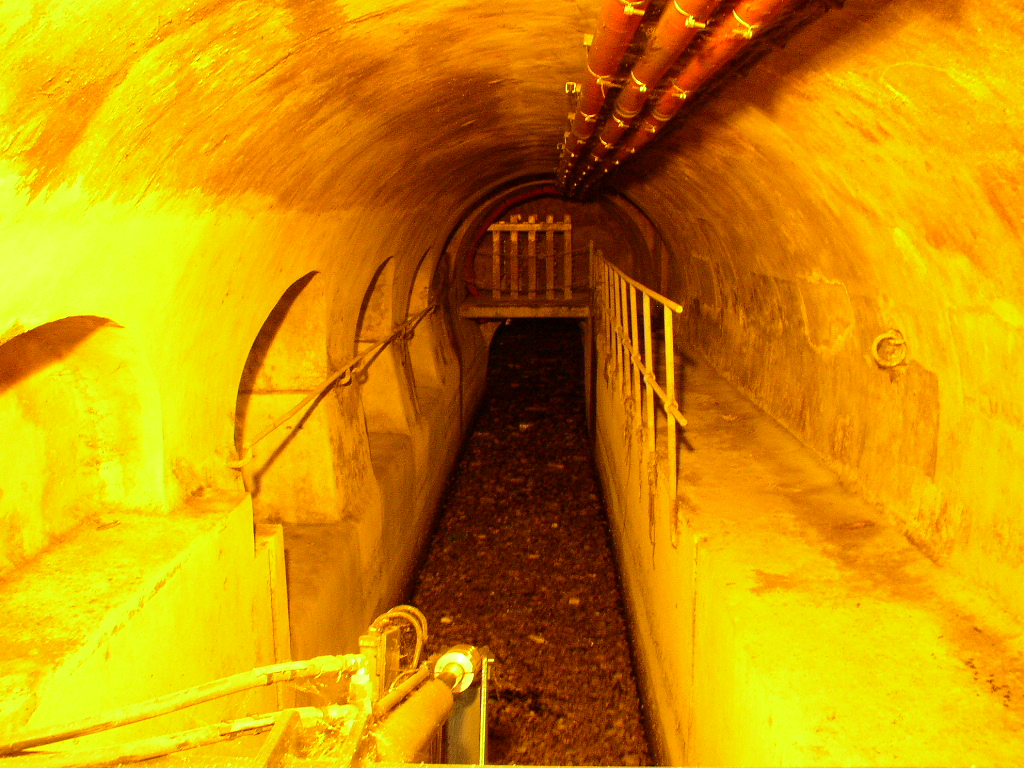
Un raccoglitore di rifiuti solidi del sistema fognario parigino.

### Le vecchie reti
Le prime fogne di Parigi furono costruite dagli antichi romani sotto l'attuale boulevard Saint-Michel.
Nel medioevo le fogne erano a cielo aperto e bisogna attendere il XIV secolo per vedere le prime in fossato aperto.
La prima fognatura ad arco e murata venne fatta costruire da un certo Hugues Aubriot nel 1374 sotto rue Montmartre.
La rete si sviluppò lentamente, ma in seguito alla grande epidemia di peste e colera del 1832, venne adottata una grande politica di risanamento ambientale della città, con un forte aumento della sua estensione.

### La rete moderna

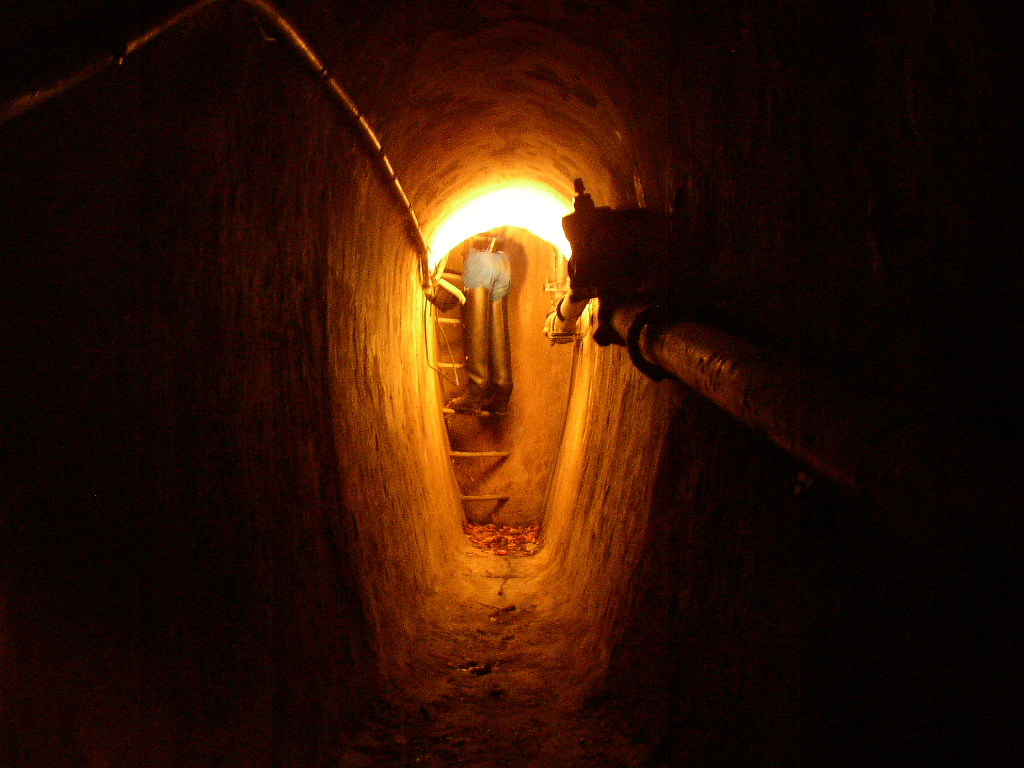
Un finto operaio sale verso un tombino d'uscita dalle fogne.

Fu Eugène Belgrand, su sollecitazione del prefetto Haussmann, ad intraprendere, a partire dal 1854, una vasta opera di risanamento che generò la rete attuale. Furono installati collettori sotto il boulevard de Sébastopol e rue de Rivoli.
I palazzi furono allora costretti progressivamente dalla legge ad adeguare gli scarichi in modo da non gettare più acqua piovana o di servizio direttamente nella Senna, bensì nella fognatura.
Le fogne stesse non scaricavano più nella Senna, all'interno della città, ma più a valle, ad Asnières. Le reti delle due sponde del fiume furono unite tramite un sifone all'altezza del pont de l'Alma.
Ma l'inquinamento della Senna, conseguente allo scarico delle fogne, indusse i successori di Haussmann ad adottare un diverso sistema di smaltimento: i collettori vennero prolungati sino ad Achères, dove le acque vennero disperse su campi appositamente riservati.
A partire dal 1930 le acque sporche furono trattate negli appositi impianti di depurazione ad Achères, Valenton, Noisy-le-Grand e Colombes.
Evoluzione della rete fognaria parigina.
| Data            | Lunghezza (Km) |
| --------------- | -------------- |
| 1806            | 23             |
| 1815            | 28             |
| 1825            | 34             |
| 1830            | 45             |
| 1848            | 134            |
| 1852            | 157            |
| 1870            | più di 500     |
| fine XIX secolo | 1000           |
| oggi            | 2600           |